# David Wallin

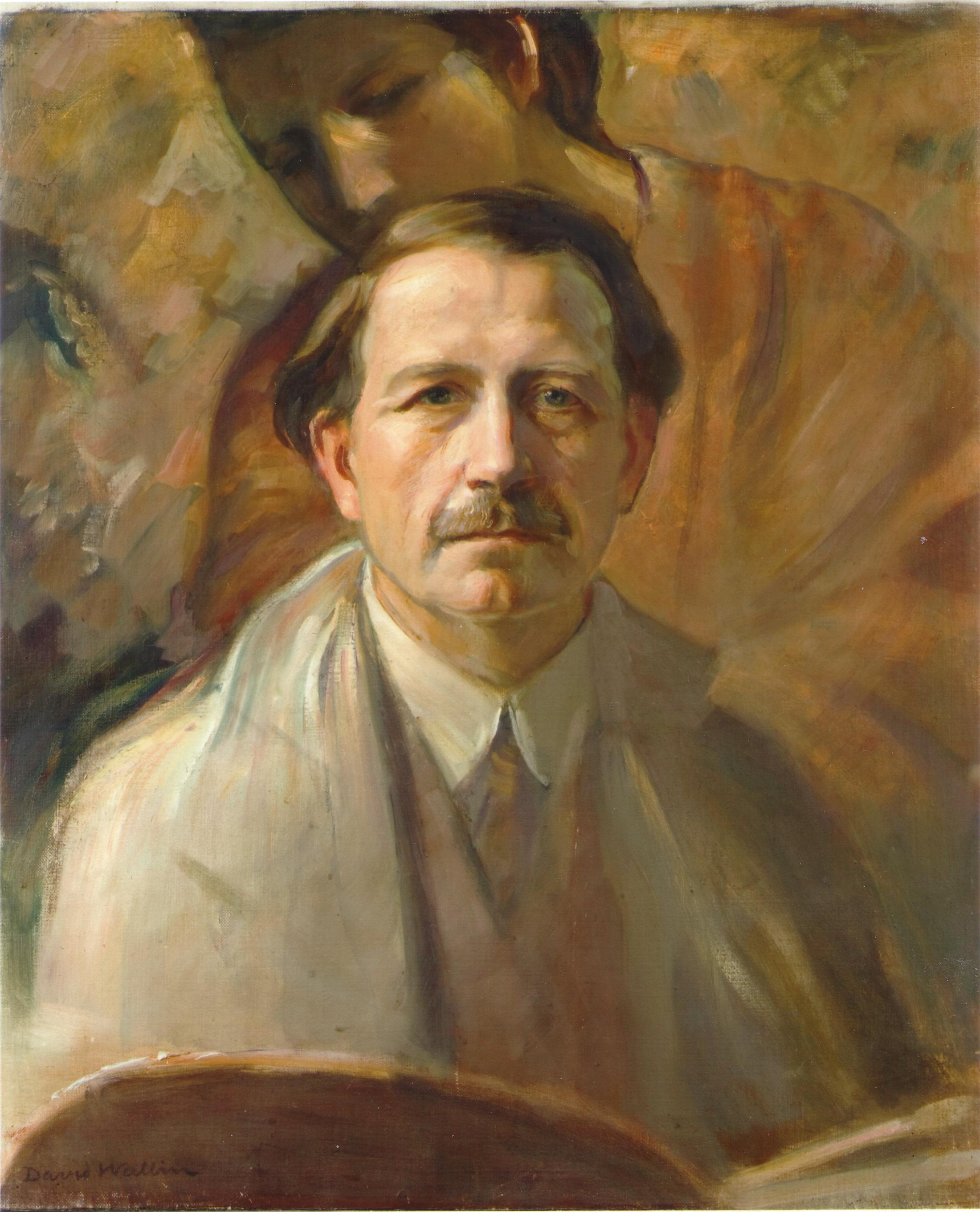
David Wallin, självporträtt. Oljemålning 1938.

David August Wallin, född 7 januari 1876 i Östra Husby på Vikbolandet i Östergötland, död 27 juni 1957 i Stockholm, var en svensk målare och tecknare. Han vann Olympisk guldmedalj i konst vid konsttävlingarna vid de Olympiska sommarspelen 1932 i Los Angeles för sin oljemålning "Vid Arilds strand".

## Biografi
Han var son till hemmansägaren och snickaren Alexander Wallin och Inga Helena Larsdotter samt från 1905 gift med Elin Wallin. Wallin växte upp i en strikt religiös familj på Varby gård i Östra Husby som hade gått i arv på modern sida sedan 1600-talet. Faderns dagliga läsning utgjordes av bibeln och Carl Olof Rosenius skrifter. Hans dröm om att bli konstnär tog honom tidigt till Norrköping där han arbetade i en handelsbod och som målarlärling under åren 1893–1896 samtidigt som han på kvällarna studerade vid Norrköpings Tekniska skola.
Efter detta flyttade han till Stockholm, där han till en början fick arbeta i Carl Grabows ateljé på dagtid medan kvällarna ägnades för konststudier för Anders Forsberg vid Tekniska skolan. Han fortsatte därefter studierna vid Konstakademien 1898–1903. Några av hans studiekamrater på Konstakademien var Karl Isakson, Ivar Arosenius och John Bauer. Efter studieåren på akademien begav han sig 1903–1904 ut på en studieresa i Europa där han bland annat vistades i Paris och studerade en kortare tid för Christian Krohg vid Académie Colarossi.
1905 gifte han sig med målaren och tecknaren Elin Wallin, född Lundberg, och gjorde en 1905–1906 en kombinerad bröllops- och studieresa till Paris med avstickare till London där han studerade James McNeill Whistlers konst och andra verk av prerafaeliterna. I Paris ställde han ut ett porträtt på sin hustru vid Parissalongen 1906 där han avbildat henne sittande med dunkla lövmassor i bakgrunden. Hans tidiga självständiga arbeten består av motiv som anknyter till hans hembygd och bland de tidiga arbeten som har uppmärksammats märks den stora målningen Gossen och flyttfåglarna som i sin bakgrund återger en självupplevd verklighetsberättelse.
Han tilldelades akademiens hertigliga medalj 1902 för målningen Kraka som följdes av den kungliga medaljen för ett porträtt 1904. Wallin tilldelades 1908 ett resestipendium ur akademiens särskilda fond. Följande år förlängdes stipendiet och 1910 fick han sedan det Wohlfahrtska stipendiet. Under åren 1908–1910 vistades han således i Italien, i Rom och Florens, Två somrar tillbringade han i den skandinaviska konstnärskolonin i Volterra i Toscana i norra Italien där han målade mycket naket med landskap ofta med hustrun och barnen som modeller. Under Italienåren vistades familjen kortare perioder i Sverige. Ett flertal skissböcker och utkast finns bevarade som visar att Wallin fördjupade sig i renässansens olika målare. Men hans egna kompositioner i denna riktning är ofta skissartade med en eller flera figurer i vagt antyda landskap bland annat utförde han några romerska kärlekspar.
Därefter fortsatte studierna i Paris, där han var bosatt åren 1910–1913. Under Parisåren studerade han periodvis måleri för André Lhote och Kees van Dongen samt bedrev egna studier av modern fransk konst hos syskonen Stein och i Pellerins Cézanne-samling, utställningar och museum där han främst beundrade 1800-talsmåleriet. Vid Parissalongen 1911 ställde han bland annat ut ett porträtt av Elin, några kompositioner av Au Soeil, en nakenstudie i olja, samt målningen L'aier du printemps som han målat i Italien 1910. Efter återkomsten till Stockholm arbetade han med ett förslag för dekoreringen av vigselrummet på Stockholms rådhus och i sitt eget konstnärskap arbetade han med temat moder och barn, flickporträtt, barnbilder och nakenstudier. Vid Svenska konstnärernas förenings utställning i Stockholm 1917 fick han en egen utställningssal för att få plats med alla arbeten. Under det följande åren fick han beställningar på altartavlorna Kristus och den sjunkande Petrus för Valdemarsviks kyrka och Jesus välsignar barnen till Bureå kyrka. Under 1920-talet fortsatte han måla naturen, kvinnor och barn med fokus på ett färg- och ljusspel, för att under 1930-talet återgå till nakenskildringar, motiv av modern och barnet samt landskapsskildringar.

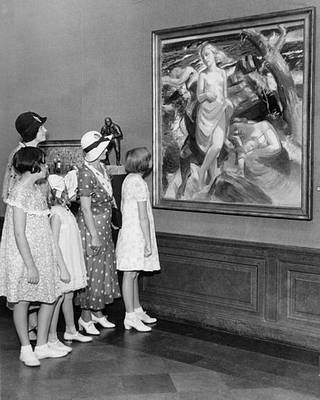
Tavlan på väggen är Wallins Vid Arilds strand, som han vann guld för på Olympiska sommarspelen 1932 i Los Angeles.

Wallin medverkade med fem målningar i två tävlingsklasser vid konsttävlingarna vid Olympiska spelen i Los Angeles 1932, genomförda i Los Angeles, 30 juli–14 augusti. I klassen Mixed Painting, Unknown Event deltog han med fyra målningar som blev oplacerade. Han tävlade där mot bland annat de svenska konstnärerna Isaac Grünewald, Helmer Osslund och Bruno Liljefors. I klassen Mixed Painting, Paintings vann han en Olympisk guldmedalj med bidraget, oljemålningen Vid Arilds strand, före Ruth Miller från USA. 
Efter framgångarna bjöds han över till USA 1935 för att göra en turné med en vandringsutställning i Baltimore och San Francisco, han besökte då bland annat New York.
Under åren 1929 och 1934 finns källor som visar att Wallin var kopplad till de svenska pronazistisk föreningarna Gymniska förbundet och Samfundet Manhem. Efter 1934 hade Wallin inga anknytningar till den svenska extremhögern.[källa behövs]

## Konstnärskap
David Wallin beskrevs under sin verksamma tid som en stor romantiker bland svenska konstnärer och han framträdde efter studier vid Konstakademien 1898-1903 med lyriska landskap och realistiska porträtt. Han hamnade mellan två stora stilvågor och tillhörde därmed den så kallade mellangenerationen i den svenska konsthistorien mellan konstnärsförbundarna och konstnärsgruppen 1909 års män, även kallad De unga, och David Wallin har kallats "Sveriges siste romantiker".. Ett vanligt motiv var nakna kvinnor i romantiserade landskap. Han avbildade ofta sin hustru och deras sju barn, gärna i ömsinta skildringar av mor och barn. David Wallin var även en skicklig porträttmålare och har utfört en rad porträtt av kända svenskar. Bland hans mer kända porträtt märks de över Georg von Rosen, Erik Axel Karlfeldt, Herman Schück, Gustaf Dalén och Axel Fahlcrantz samt Vår med hustrun som modell i Lill-Jansskogen. Separat ställde han ut på bland annat Konstakademien, Thurestams konstsalong i Stockholm och i Norrköping, Linköping, Borås, Uppsala, Jönköping och Örebro. Han medverkade i flera av Svenska konstnärernas förenings utställningar i Stockholm från 1905 samt Sveriges allmänna konstförenings Salonger från 1916 och i Norrköpingsutställningen 1906, Lundautställningen 1907, Baltiska utställningen 1914, jubileumsutställningen Nutida konst i Göteborg 1923, Barnet i konsten som visades på Nordiska museet 1941 samt i en lång rad av Östgöta konstförenings utställningar med provinsiell konst. Han deltog i Parissalongen 1906 och 1911–1912, samlingsutställningar i Wien och Budapest 1906, München 1909, Buenos Aires 1910 där han tilldelades en silvermedalj, Rom 1911, Société nationale des beaux-arts i Paris 1911, Salon des Indépendants i Paris 1912–1913, utställningar i San Francisco, Boston och Philadelphia 1915, den svenska konstutställningen på Charlottenborg i Köpenhamn 1916, Grosse Berliner Kunstausstellung 1916, Venedigbiennalen 1920 och 1926, Åbo, Helsingfors, Tallinn och Riga 1928, Reykjavik 1936 samt ett flertal gånger med Carnegie Institute i Pittsburgh. Han var medlem i Konstnärernas riksorganisation, Konstnärsklubben i Stockholm och Union Internationale des Beaux-Ats et des Lettres i Paris.
Wallin finns representerad vid bland annat Göteborgs konstmuseum, Moderna museet och Nationalmuseum i Stockholm och med porträtt av Henning Pleijel och Gösta Mittag-Leffler vid Vetenskapsakademien, Konstakademien, Nordiska museet, Stockholms stadshus, Musikaliska akademien, Prins Eugens Waldemarsudde, Millesgården, Lidingö museum, Norrköpings Konstmuseum, Östergötlands museum, Malmö museum, Östersunds museum, Motala museum, Uppsala universitet konstsamling, Arkiv för dekorativ konst i Lund, Tours museum och Budapest museum.

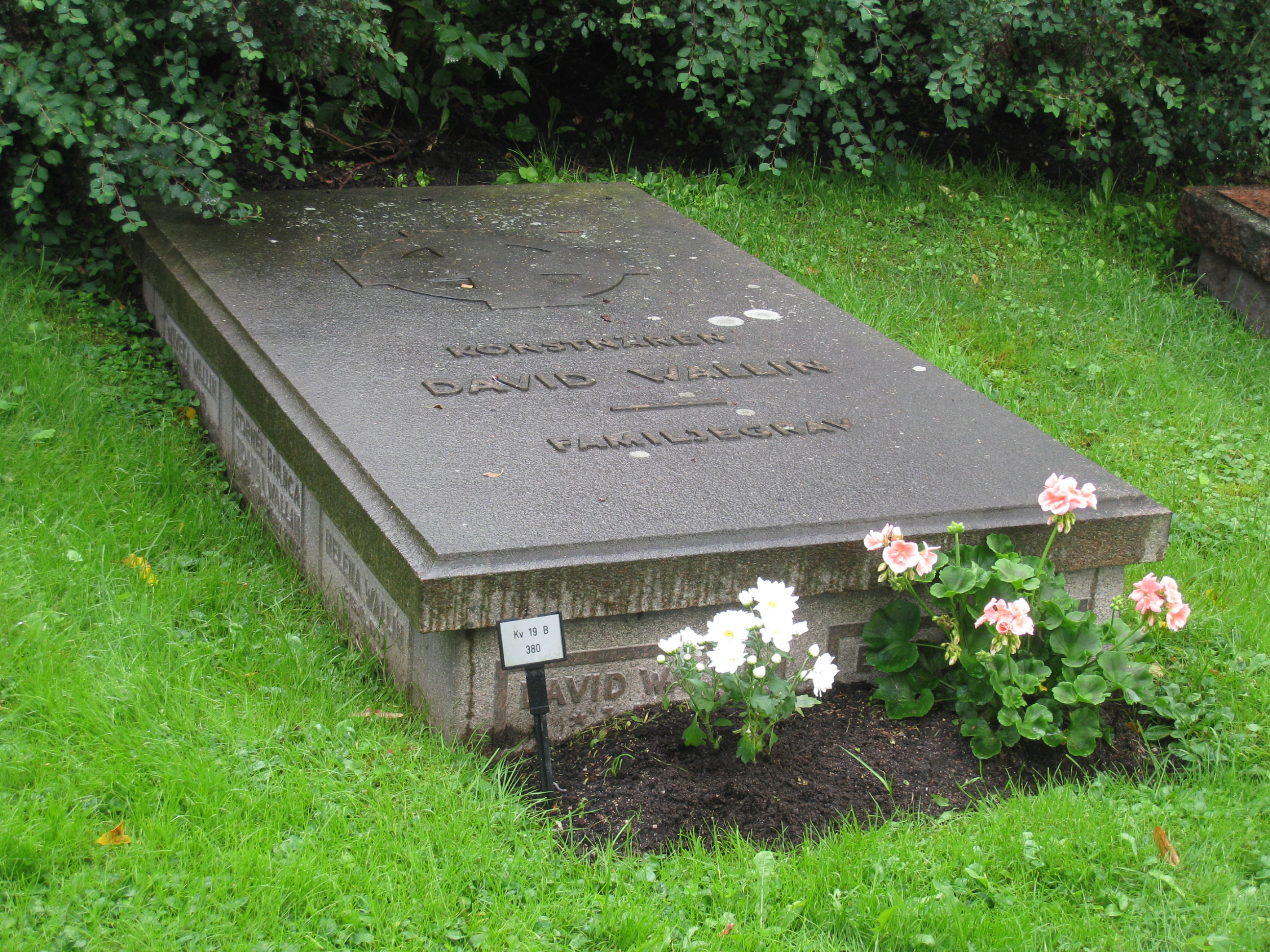
Konstnären David Wallins familjegrav på Norra begravningsplatsen i Solna utanför Stockholm.

David Wallin var far till konstnärerna Bianca Wallin och Sigurd Wallin samt bror till konstnären Carl E. Wallin. I unga år signerade han ibland sina verk med Valin Walin eller Vallin.

## Utmärkelser
- Riddare av första klassen av Vasaorden, 1931.[16]